# Narodni muzej Afganistana
Narodni muzej Afganistana (darijsko موزیم ملی افغانستان, Mūzīyam-e mellī-ye Afghānestān; paštunsko د افغانستان ملی موزیم, latinizirano: Də Afghānistān Millī Mūzīyəm) je dvonadstropna stavba nasproti palače Darul Aman v predelu Darulaman v Kabulu v Afganistanu. Nekoč je veljal za enega najboljših muzejev na svetu.] Obstajajo poročila o razširitvi muzeja ali gradnji novega večjega.
Muzejska zbirka je bila včasih ena najpomembnejših v Srednji Aziji z več kot 100.000 predmeti, starimi več tisočletij, vključno s predmeti iz perzijskih, budističnih in islamskih dinastij.
Z začetkom državljanske vojne leta 1992 je bil muzej večkrat izropan in uničen z raketami, kar je povzročilo izgubo 70 % od 100.000 razstavljenih predmetov.
Od leta 2007 so številne mednarodne organizacije pomagale obnoviti več kot 8.000 artefaktov, najnovejša je bila apnenčasta skulptura iz Nemčije.
Združeno kraljestvo je leta 2012 vrnilo približno 843 artefaktov, vključno s slavno Bagramsko slonovino iz 1. stoletja.

## Zgodovina
Afganistanski narodni muzej je bil odprt leta 1919 v času vladavine kralja Amanulaha Kana.
Zbirka je bila prvotno v palači Bagh-e Bala, vendar je bila leta 1922 premaknjena in začela kot Kabinet radovednosti. Na današnjo lokacijo so ga preselili leta 1931. Zgodovinarka Nancy Dupree je leta 1964 soavtorica Vodnika po kabulskem muzeju. Leta 1973 so danskega arhitekta najeli za načrtovanje nove stavbe za muzej, vendar načrti niso bili nikoli izvedeni. Leta 1989 so baktrijsko zlato preselili v podzemni trezor Centralne banke Afganistana.
Po razpadu vlade predsednika Mohameda Najibulaha in začetku državljanske vojne v zgodnjih 1990-ih je bil muzej večkrat izropan, kar je povzročilo izgubo 70 % od 100.000 predmetov, ki so bili takrat na ogled. Raketni napad maja 1993 je starodavno keramiko pokopal pod ruševinami.
Marca 1994 je muzej, ki je bil uporabljen kot vojaška baza, zadel raketni ogenj in ga v veliki meri uničil. Ministrstvo za informiranje in kulturo v času vlade predsednika Burhanudina Rabanija je ukazalo, naj 71 muzejskih uslužbencev začne premikati inventar v hotel Kabul (zdaj hotel Kabul Serena), da bi jih rešili pred nadaljnjim raketiranjem in obstreljevanjem.
Septembra 1996 je osebje muzeja zaključilo katalogizacijo preostalega gradiva. Februarja in marca 2001 so talibani iz verskih razlogov uničili nešteto umetnin. Novembra 2001 so poročali, da so talibani med letom uničili najmanj 2750 starodavnih umetnin.
Med letoma 2003 in 2006 je bilo za obnovo stavbe porabljenih približno 350.000 dolarjev. Veliko najdragocenejših predmetov je bilo zapečatenih v kovinskih škatlah in odstranjenih zaradi varnosti ter leta 2004 najdenih in popisanih.
Nekaj arheoloških predmetov je bilo najdenih v trezorjih v Kabulu, medtem ko je bila zbirka odkrita tudi v Švici.
Od leta 2007 sta Unesco in Interpol pomagala vrniti več kot 8000 artefaktov, najnovejša je bila apnenčasta skulptura iz Nemčije in 843 artefaktov, ki jih je julija 2012 vrnil Britanski muzej, vključno s slavnimi Bagramsko slonovino iz 1. stoletja.
Leta 2013 je muzej začel projekt Mobile Museum v sodelovanju z Orientalskim inštitutom Univerze v Chicagu, ki je od leta 2013 do 2016 prinesel 3D replike artefaktov iz kabulskega muzeja v šole po Afganistanu. V tem obdobju so muzeju dodali tudi številne nove objekte.
Po talibanski ofenzivi leta 2021 in padcu Kabula je Mohamed Fahim Rahimi, direktor muzeja od leta 2016, obljubil, da bo ostal direktor in ohranil njegovo zbirko, saj je rasla zaskrbljenost glede morebitne ponovitve uničenja dela zbirke s strani talibani v 1990-ih. Od marca 2023 je Mohamed Zubair Abedi vršilec dolžnosti direktorja muzeja.

## Zbirke
V muzeju so shranjeni številni zakladi iz slonovine, vključno s starinami iz Kušanskega cesarstva in zgodnjega islamskega obdobja. Eden najbolj znanih del, za katere je znano, da so preživeli burno obdobje v devetdesetih letih, je napis Rabatak kralja Kaniške.

### Arheološko gradivo
Muzej je bil odlagališče številnih najbolj spektakularnih arheoloških najdb v državi. Ti vključujejo:
- poslikane freske iz Dilberdžina;
- napisi, fragmenti arhitekture, kiparstva, kovinski predmeti in kovanci, rešeni iz francoskih izkopavanj v Ai-Khanoumu in Surkh Kotalu;
- spektakularna zbirka predmetov, najdenih v trgovskem skladišču v mestu Bagram, ki vključuje slonovino iz Indije, ogledala iz Kitajske in steklene izdelke iz Rimskega cesarstva;
- glave iz štukature Hadda;
- Budistična skulptura iz Tepe Sardarja in drugih meniških ustanov v Afganistanu;
- velika zbirka islamske umetnosti iz obdobij Gaznavidov in Timuridov, najdena v Gazniju.[18]

### Numizmatična zbirka
Muzej ima veliko zbirko kovancev, avstrijski numizmatik Robert Göbl je med revizijo zbirke, ki jo je sponzoriral UNESCO, poročal, da vsebuje 30.000 predmetov. Zbirka vsebuje večino arheološkega materiala, najdenega v Afganistanu. Ni bila objavljena, so pa bili objavljeni posamezni zakladi in arheološka najdišča. Francoska arheološka delegacija v Afganistanu (DAFA) je objavila najdbe kovancev v mestu Surkh Kotal. Nekateri kovanci, najdeni pri izkopavanju Begrama, so bili tudi objavljeni. V muzeju so hranili del zaklada Mir Zakah, zelo nenavadnega nahajališča, ki je vsebovalo ogromno število kovancev od 4. stoletja pred našim štetjem do 3. stoletja našega štetja, skupaj srebrnih in bakrenih kovancev. Del zaklada je objavil DAFA. Muzej je imenoval kustosa za numizmatiko, vendar je zbirka še vedno zaprta za znanstvenike in širšo javnost.

### Potujoča zbirka
Nekateri pomembni deli zbirke, vključno z gradivom iz Bagrama, Ai-Khanouma, Tepe Fullola in zlatim nakitom iz vseh šestih izkopanih grobov v Tillya Tepeju, so od leta 2006 na potujoči razstavi. Razstavljeni so bili v muzeju Guimet v Franciji, štirje muzeji v Združenih državah, štiri umetniške galerije v Avstraliji, Kanadski zgodovinski muzej, Bonnski muzej v Nemčiji in nazadnje v Britanski muzej. Nadaljujejo s turnejo in se bodo na koncu vrnili v Afganistanski narodni muzej.

## Galerija
- Krona, ki je pripadala ženski, Tilja Tepe, 1. stol. n. št.
- Moški z bajonetom, Tilja Tepe, 1. stol. n. št.
- Primer zlatega nakita, ki je ostal od Zahodnih Skitov v Tilja Tepe, 1. stol. n. št.
- Zlati žeton, Tilja Tepe, 1. stol. n. št.
- Kip obraza, Ai-Khanoum, 2. stol. pr. n. št.
- Nagrobni kamen s Krete, Ikhanem, 2. stol. pr. n. št.
- Sončni disk iz Ai-Khanouma
- Plošča, ki prikazuje Kibelo, kako jo vlečeta dva leva, Ai-Khanoum, 2. stol. pr. n. št.
- Fragment sklede Tepe Fullol, 3. tisočletje pr. n. št.
- Napis Rabatak, napisan v baktrijskem jeziku in grški pisavi, najden leta 1993